# Gigaton
Gigaton je jedenácté studiové album americké rockové skupiny Pearl Jam, vydané 27. března 2020. Předcházely mu singly „Dance of the Clairvoyants“, „Superblood Wolfmoon“ a „Quick Escape“. Je to první studiové album kapely po šesti a půl letech.